# Bourbon Izabella spanyol királyné
Franciaországi Izabella (francia névváltozata alapján Erzsébet, franciául: Élisabeth de France, spanyolul: Isabel de Francia; Fontainebleau, Franciaország, 1602. november 22. – Madrid, Spanyolország, 1644. október 6.), IV. Fülöp spanyol király első feleségeként Spanyolország királynéja 1621-től 1644-es haláláig, valamint Portugália királynéja 1621-től hitvese 1640-es portugál királyi címről való lemondatásáig. A katalóniai háború alatt az ország régenseként is szolgált férje távollétében 1640–42 és 1643–44 között.
A hercegnő az első Bourbon-király, IV. Henrik és Medici Mária királyné gyermeke volt, a későbbi XIII. Lajos nővére. Mint legidősebb leány, a Madame Royale címet viselte. 1615-ben házasodott össze a spanyol trónörökössel, Fülöppel, amivel Asztúria hercegnéje lett. 1629-ben született első fiúgyermekük, a Spanyol Birodalom örököse, Baltazár Károly, majd 1638-ban született egyetlen felnőttkort megért leányuk, Mária Terézia, „a Napkirály”, XIV. Lajos francia király későbbi felesége. Fiából, Baltazár Károlyból nem lett király, mivel 1646-ban himlő következtében elhunyt. Leánya ágáról ugyanakkor dédanyja Fülöp, Anjou hercegének, aki később uralkodóháza első királya lett a spanyol trónon.

## Életrajza

### Ifjúkora

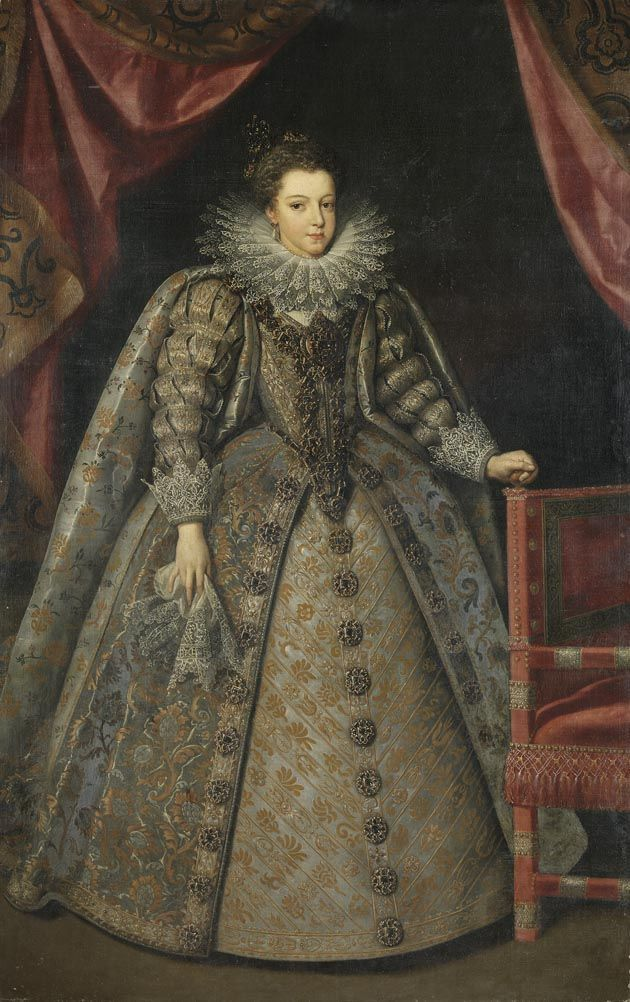
Az ifjú Erzsébet hercegnő Ifjabb Frans Pourbus munkáján 1615 körül (Alte Pinakothek, München)

Erzsébet hercegnő 1602. november 22-én született a fontainebleau-i kastélyban. Mint IV. Henrik francia király legidősebb hajadon leánya a Madame Royale címet kapta. Édesanya, Medici Mária királyné állítólag közömbös volt leánya iránt, mivel hitt egy apáca jövendölésében, aki biztosította róla, hogy egymást követően három fia fog születni. Erzsébetet nem sokkal születését követően eljegyezték Fülöp Emánuellel, Piemont hercegével, aki I. Károly Emánuel savoyai herceg és Ausztriai Katalin Mihaéla infánsnő fia volt. Mivel a herceg 1605-ben váratlanul elhunyt, a házasságra végül nem került sor.
Nevelőnője Françoise de Montglat volt. Gyermekkorát több testvérével együtt Saint-Germain-en-Layeben töltötte. Vele együtt felnőtt testvérei Krisztina Mária, továbbá a gyermekkorában elhunyt Miklós Henrik, valamint Gaston, Orléans hercege és Henrietta Mária, aki később I. Károly angol királlyal lépett frigyre. Erzsébetnek szoros kapcsolata volt bátyjával, Lajossal, akit még gyermekként koronáztak apjuk 1610-es meggyilkolását követően királlyá. Nagykorúvá válásáig édesanyja, Medici Mária királyné kormányozta fia helyette régensként a Francia Királyságot.

### Házassága
1612-ben, Erzsébet tíz éves korában kezdték meg a tárgyalásokat a Bourbon-ház és a spanyol Habsburg-ház közti kettős házasságról, ami a Francia és a Spanyol Királyság katolikus királyi családjainak dinasztikus egyesítései érdekében fogalmazódott meg. Ennek értelmében Erzsébet hozzámegy Fülöp, Asztúria hercegéhez (a spanyol trón örököséhez), míg testvére, Lajos, feleségül veszi Fülöp nővérét, Anna Mária Mauricia infánsnőt.

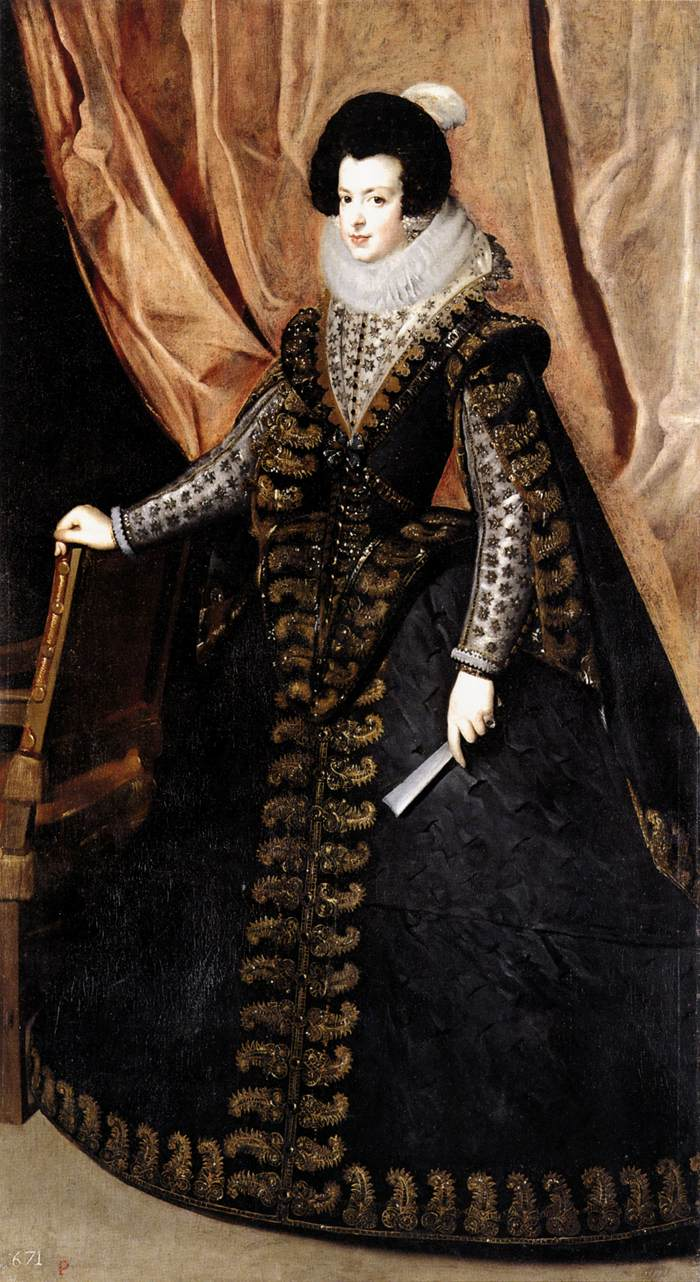
Izabella királyné Diego Velázquez 1631 körüli munkáján

A szerződés értelmében a négy fél 1615. november 25-én találkozott először a francia–spanyolt határt jelentő Bidasoa folyón található Fácán-szigeten. Erzsébet ekkor találkozott utoljára bátyával, Lajossal. Az esküvői szertartásra Burgosban, a Santa María-székesegyházban került sor. A házassággal elnyerte az Asztúriai hercegnéje címet, és megkapta az Erzsébet név spanyol megfelelőjét, az Izabellát. Édesanyjának, mint a művészetek ismert mecénásának felkérésére Peter Paul Rubens örökítette meg a házassági pillanatot A hercegnők cseréje a spanyol határon című ismert művén.
Férjével, Fülöppel, nem sokkal első gyermekük születése előtt, 1621 márciusában léptek trónra, miután meghalt a király, III. Fülöp. Ezzel Izabella Spanyolország királynéja lett. Hamar népszerűvé vált az országban intelligenciája és nemesnek tartott személyisége miatt. Miután 1640-ben a portugál restaurációs háború mellett kitört a katalán lázadás is, férje, a király gyakran tartózkodott a fronton. Ez idő alatt Izabella volt az udvar és ország kormányzója férje nevében. IV. Fülöppel való kapcsolatából összesen nyolc gyermeke született, amelyek közül csak ketten élték túl a gyermekkort. Gyermekeik:
- Mária Margaréta infánsnő (1621. augusztus 14. – 1621. augusztus 15.), pár naposan elhunyt,
- Margaréta Mária Katalin infánsnő (1623. november 25. – 1623. december 22.), gyermekként elhunyt,
- Mária Eugénia infánsnő (1625. november 21. – 1627. július 21.), fiatalon meghalt,
- elvetélt leány (1626. november 16.)
- Izabella Mária Terézia infánsnő (1627. október 31. – 1627. november 1.), pár napos korában elhunyt,
- Baltazár Károly infáns (1629. október 17. – 1646. március 9.) Asztúria hercege, örökös, fiatalon meghalt,
- Ferenc Ferdinánd infáns (1634. március 12.), születése napján meghalt,
- Mária Anna Antónia Dominika Johanna infánsnő (1636. január 17. – 1636. december 5.), fiatalon elhunyt,
- Mária Terézia infánsnő (1638. szeptember 10. – 1683. július 30.), XIV. Lajos francia király feleségeként francia királyné,
- elvetélt leány (1640)
- elvetélt fiú (1644)

A királyné végül 1644. október 6-án hunyt el Madridban, negyvenegy éves korában. Mivel fia és a spanyol korona örököse, Baltazár Károly infáns két évvel édesanyja halálát követően fekete himlő következtében meghalt, a király, elkerülendő az örökös hiánya miatt felmerülő dinasztikus válságot, másodjára is megnősült. Unokahúgát, a fiának szánt Ausztriai Mária Anna főhercnegőt vette feleségül. Ugyan a főhercegnőtől született fiúutóda, a későbbi II. Károly király személyében, ám a számos testi és mentális problémákkal küszködő király 1700-ban következett halálával kihalt a Habsburg-ház spanyol ága. Az emiatt kirobbant örökösödési háború végével a Spanyol Birodalom élére Izabella dédunokája, Fülöp, Anjou hercege került V. Fülöp néven, mint az ország első Bourbon-házi királya.